# Flandern Rundt for kvinder 2023
Flandern Rundt for kvinder 2023 var den 20. udgave af det belgiske cykelløb Flandern Rundt for kvinder. Det 158 km lange linjeløb med 2.682 højdemeter blev kørt den 2. april 2023 med start og mål i Oudenaarde. Løbet var en del af UCI Women's World Tour 2023.
For andet år i træk vandt Lotte Kopecky fra SD Worx, da hun med et forspring på 36 sekunder kørte alene i mål. Holdkammerat Demi Vollering kom ind på andenpladsen, mens Elisa Longo Borghini fra Trek-Segafredo besatte det nederste trin på sejrspodiet.

## Ruten
Rytterne skulle op af 13 stigninger, hvoraf de seks var belagt med brosten. 26 km før mål kom Kruisberg som med 2.500 meter var den længste med asfalt, hvor Oude Kwaremont med 2.200 meter var den længste brostensbelagte, og kom godt 16 km fra mål. Derudover var der fem brostenssektioner uden stigning. I alt skulle der passeres 7,05 km med brosten inden målstregen på Minderbroedersstraat i Oudenaarde.
| Nr. | Navn              | Km    | Underlag | Længde (m) | Gns. stigning | Max. stigning | Km til mål |
| --- | ----------------- | ----- | -------- | ---------- | ------------- | ------------- | ---------- |
| 1   | Tiegemberg        | 10,0  | Asfalt   | 800        | 5,5 %         | 9,0 %         | 148,0      |
| 2   | Korte Ast         | 56,6  | Asfalt   | 500        | 4,3 %         | 9,6 %         | 101,4      |
| 3   | Wolvenberg        | 68,4  | Asfalt   | 645        | 7,9 %         | 17,3 %        | 89,6       |
| 4   | Molenberg         | 80,9  | Brosten  | 463        | 7 %           | 14,2 %        | 77,1       |
| 5   | Marlboroughstraat | 84,9  | Asfalt   | 463        | 3 %           | 7 %           | 73,1       |
| 6   | Berendries        | 88,9  | Asfalt   | 940        | 7 %           | 12,3 %        | 69,1       |
| 7   | Valkenberg        | 94,2  | Asfalt   | 540        | 8,1 %         | 12,8 %        | 63,8       |
| 8   | Koppenberg        | 113,4 | Brosten  | 600        | 11,6 %        | 22 %          | 44,6       |
| 9   | Steenbeekdries    | 118,7 | Brosten  | 1 100      | 3,1 %         | 7,6 %         | 39,3       |
| 10  | Taaienberg        | 121,2 | Brosten  | 530        | 6,6 %         | 15,8 %        | 36,8       |
| 11  | Kruisberg         | 131,5 | Asfalt   | 2 500      | 5 %           | 9 %           | 26,5       |
| 12  | Oude Kwaremont    | 141,3 | Brosten  | 2 200      | 4 %           | 11,6 %        | 16,7       |
| 13  | Paterberg         | 144,7 | Brosten  | 360        | 12,9 %        | 20,3 %        | 13,3       |

## Resultat
| \| Samlede stilling \| Samlede stilling \| Samlede stilling \| Samlede stilling \| Samlede stilling \| \| Rytter \| Rytter \| Hold \| Tid \| \| \| ---------------- \| -------------------- \| ------------------ \| ---------------- \| ---------------- \| \| 1. \| Lotte Kopecky \| SD Worx \| 4t 06' 11" \| \| \| 2. \| Demi Vollering \| SD Worx \| + 36" \| \| \| 3. \| Elisa Longo Borghini \| Trek-Segafredo \| + 36" \| \| \| 4. \| Silvia Persico \| UAE Team ADQ \| + 36" \| \| \| 5. \| Katarzyna Niewiadoma \| Canyon-SRAM Racing \| + 36" \| \| \| 6. \| Juliette Labous \| Team DSM \| + 36" \| \| \| 7. \| Marlen Reusser \| SD Worx \| + 36" \| \| \| 8. \| Shirin van Anrooij \| Trek-Segafredo \| + 44" \| \| \| 9. \| Anna Henderson \| Team Jumbo-Visma \| + 2' 40" \| \| \| 10. \| Arlenis Sierra \| Movistar Team \| + 3' 38" \| \| |                      |                    |            |
| |                      |                    |            |
| Kilde: ProCyclingStats |                      |                    |            |
| Samlede stilling |                      |                    |            |
| Rytter | Rytter               | Hold               | Tid        |
| 1. | Lotte Kopecky        | SD Worx            | 4t 06' 11" |
| 2. | Demi Vollering       | SD Worx            | + 36"      |
| 3. | Elisa Longo Borghini | Trek-Segafredo     | + 36"      |
| 4. | Silvia Persico       | UAE Team ADQ       | + 36"      |
| 5. | Katarzyna Niewiadoma | Canyon-SRAM Racing | + 36"      |
| 6. | Juliette Labous      | Team DSM           | + 36"      |
| 7. | Marlen Reusser       | SD Worx            | + 36"      |
| 8. | Shirin van Anrooij   | Trek-Segafredo     | + 44"      |
| 9. | Anna Henderson       | Team Jumbo-Visma   | + 2' 40"   |
| 10. | Arlenis Sierra       | Movistar Team      | + 3' 38"   |

## Hold og ryttere
| UCI Women's WorldTeams (15)- SD Worx - Movistar Team - Canyon-SRAM Racing - EF Education-TIBCO-SVB - FDJ-Suez - Fenix-Deceuninck - Human Powered Health - Israel-Premier Tech Roland - Liv Racing TeqFind - Team DSM - Team Jumbo-Visma - Team Jayco AlUla - Trek-Segafredo - UAE Team ADQ - Uno-X Pro Cycling Team UCI Women's Kontinentalhold (9)- Lotto Dstny Ladies - Ceratizit-WNT Pro Cycling - Lifeplus Wahoo - AG Insurance - Soudal Quick-Step Team - Cofidis - Duolar-Chevalmeire - Parkhotel Valkenburg - Proximus-Alphamotorhomes-Doltcini CT - Zaaf Cycling Team |
| |

### Danske ryttere
| Danske ryttere på startlisten |                       |                                   |           |
| Rygnummer                     | Rytter                | Hold                              | Placering |
| 46                            | Mette Egtoft Jensen   | Lotto Dstny Ladies                | DNF       |
| 51                            | Cecilie Uttrup Ludwig | FDJ-Suez                          | 29        |
| 155                           | Julie Norman Leth     | Uno-X Pro Cycling Team            | 82        |
| 221                           | Trine Holmsgaard      | Proximus-Alphamotorhomes-Doltcini | DNF       |

* DNF = gennemførte ikke

### Startliste
| SD Worx SDW | SD Worx SDW                        | SD Worx SDW |
| ----------- | ---------------------------------- | ----------- |
| Nr.         | Rytter                             | Placering   |
| 1           | Lotte Kopecky (BEL)                | 1.          |
| 2           | Lorena Wiebes (NED) (landevej)     | 14.         |
| 3           | Demi Vollering (NED)               | 2.          |
| 4           | Christine Majerus (LUX) (landevej) | 19.         |
| 5           | Marlen Reusser (SUI)               | 7.          |
| 6           | Elena Cecchini (ITA)               | 57.         |

| Movistar Team MOV | Movistar Team MOV                     | Movistar Team MOV |
| ----------------- | ------------------------------------- | ----------------- |
| Nr.               | Rytter                                | Placering         |
| 11                | Annemiek van Vleuten (NED) (landevej) | 27.               |
| 12                | Aude Biannic (FRA)                    | 78.               |
| 13                | Sheyla Gutiérrez (ESP)                | DNF               |
| 14                | Liane Lippert (GER) (landevej)        | 30.               |
| 15                | Floortje Mackaij (NED)                | 28.               |
| 16                | Arlenis Sierra (CUB) (landevej)       | 10.               |

| Canyon-SRAM Racing CSR | Canyon-SRAM Racing CSR         | Canyon-SRAM Racing CSR |
| ---------------------- | ------------------------------ | ---------------------- |
| Nr.                    | Rytter                         | Placering              |
| 21                     | Katarzyna Niewiadoma (POL)     | 5.                     |
| 22                     | Shari Bossuyt (BEL)            | 18.                    |
| 23                     | Elise Chabbey (SUI)            | 11.                    |
| 24                     | Agnieszka Skalniak-Sójka (POL) | DNF                    |
| 25                     | Soraya Paladin (ITA)           | 39.                    |
| 26                     | Maike van der Duin (NED)       | 13.                    |

| EF Education-TIBCO-SVB TIB | EF Education-TIBCO-SVB TIB | EF Education-TIBCO-SVB TIB |
| -------------------------- | -------------------------- | -------------------------- |
| Nr.                        | Rytter                     | Placering                  |
| 31                         | Zoe Bäckstedt (GBR)        | 56.                        |
| 32                         | Letizia Borghesi (ITA)     | 50.                        |
| 33                         | Clara Honsinger (USA)      | DNF                        |
| 34                         | Alison Jackson (CAN)       | 47.                        |
| 35                         | Sara Poidevin (CAN)        | DNF                        |
| 36                         | Lauren Stephens (USA)      | 55.                        |

| Lotto Dstny Ladies LDL | Lotto Dstny Ladies LDL     | Lotto Dstny Ladies LDL |
| ---------------------- | -------------------------- | ---------------------- |
| Nr.                    | Rytter                     | Placering              |
| 41                     | Kristýna Burlová (CZE)     | DNF                    |
| 42                     | Katrijn De Clercq (BEL)    | DNF                    |
| 43                     | Sterre Vervloet (BEL)      | DNF                    |
| 44                     | Quinty van de Guchte (NED) | 71.                    |
| 45                     | Mieke Docx (BEL)           | DNF                    |
| 46                     | Mette Egtoft Jensen        | DNF                    |

| FDJ-Suez FST | FDJ-Suez FST                           | FDJ-Suez FST |
| ------------ | -------------------------------------- | ------------ |
| Nr.          | Rytter                                 | Placering    |
| 51           | Cecilie Uttrup Ludwig (DEN) (landevej) | 29.          |
| 52           | Loes Adegeest (NED)                    | 26.          |
| 53           | Grace Brown (AUS)                      | 24.          |
| 54           | Clara Copponi (FRA)                    | DNF          |
| 55           | Vittoria Guazzini (ITA)                | 83.          |
| 56           | Gladys Verhulst (FRA)                  | DNF          |

| Fenix-Deceuninck ___ | Fenix-Deceuninck ___                     | Fenix-Deceuninck ___ |
| -------------------- | ---------------------------------------- | -------------------- |
| Nr.                  | Rytter                                   | Placering            |
| 61                   | Sanne Cant (BEL)                         | 67.                  |
| 62                   | Millie Couzens (GBR)                     | 61.                  |
| 63                   | Yara Kastelijn (NED)                     | 37.                  |
| 64                   | Evy Kuijpers (NED)                       | 86.                  |
| 65                   | Carina Schrempf (AUT)                    | DNF                  |
| 66                   | Christina Schweinberger (AUT) (landevej) | 22.                  |

| Human Powered Health HPW | Human Powered Health HPW | Human Powered Health HPW |
| ------------------------ | ------------------------ | ------------------------ |
| Nr.                      | Rytter                   | Placering                |
| 71                       | Jesse Vandenbulcke (BEL) | 60.                      |
| 72                       | Henrietta Christie (NZL) | 34.                      |
| 73                       | Marit Raaijmakers (NED)  | 75.                      |
| 74                       | Barbara Malcotti (ITA)   | 63.                      |
| 76                       | Lily Williams (USA)      | 48.                      |

| Israel-Premier Tech Roland CGS | Israel-Premier Tech Roland CGS   | Israel-Premier Tech Roland CGS |
| ------------------------------ | -------------------------------- | ------------------------------ |
| Nr.                            | Rytter                           | Placering                      |
| 82                             | Hannah Buch (GER)                | DNF                            |
| 83                             | Mia Griffin (IRL)                | DNF                            |
| 84                             | Silvia Magri (ITA)               | DNF                            |
| 85                             | Nguyễn Thị Thật (VIE) (landevej) | DNF                            |
| 86                             | Elena Pirrone (ITA)              | DNF                            |

| Liv Racing TeqFind LIV | Liv Racing TeqFind LIV            | Liv Racing TeqFind LIV |
| ---------------------- | --------------------------------- | ---------------------- |
| Nr.                    | Rytter                            | Placering              |
| 91                     | Katia Ragusa (ITA)                | 62.                    |
| 92                     | Valerie Demey (BEL)               | DNS                    |
| 93                     | Marta Jaskulska (POL)             | 36.                    |
| 94                     | Quinty Ton (NED)                  | 31.                    |
| 95                     | Tereza Neumanová (CZE) (landevej) | DNF                    |
| 96                     | Silke Smulders (NED)              | 68.                    |

| Team DSM DSM | Team DSM DSM           | Team DSM DSM |
| ------------ | ---------------------- | ------------ |
| Nr.          | Rytter                 | Placering    |
| 101          | Georgi Pfeiffer (GBR)  | 16.          |
| 102          | Daniek Hengeveld (NED) | DNF          |
| 103          | Megan Jastrab (USA)    | 46.          |
| 104          | Franziska Koch (GER)   | 72.          |
| 105          | Juliette Labous (FRA)  | 6.           |
| 106          | Elise Uijen (NED)      | 73.          |

| Team Jumbo-Visma TJV | Team Jumbo-Visma TJV   | Team Jumbo-Visma TJV |
| -------------------- | ---------------------- | -------------------- |
| Nr.                  | Rytter                 | Placering            |
| 111                  | Marianne Vos (NED)     | 15.                  |
| 112                  | Teuntje Beekhuis (NED) | 54.                  |
| 113                  | Anna Henderson (GBR)   | 9.                   |
| 114                  | Coryn Labecki (USA)    | 64.                  |
| 115                  | Karlijn Swinkels (NED) | 25.                  |
| 116                  | Eva van Agt (NED)      | 33.                  |

| Team Jayco AlUla BEX | Team Jayco AlUla BEX      | Team Jayco AlUla BEX |
| -------------------- | ------------------------- | -------------------- |
| Nr.                  | Rytter                    | Placering            |
| 121                  | Jessica Allen (AUS)       | DNF                  |
| 122                  | Georgie Howe (AUS)        | DNF                  |
| 123                  | Nina Kessler (NED)        | DNF                  |
| 124                  | Alexandra Manly (AUS)     | DNF                  |
| 125                  | Letizia Paternoster (ITA) | 81.                  |
| 126                  | Ruby Roseman-Gannon (AUS) | 17.                  |

| Trek-Segafredo TFS | Trek-Segafredo TFS             | Trek-Segafredo TFS |
| ------------------ | ------------------------------ | ------------------ |
| Nr.                | Rytter                         | Placering          |
| 131                | Elisa Balsamo (ITA) (landevej) | 38.                |
| 132                | Lucinda Brand (NED)            | 12.                |
| 133                | Ilaria Sanguineti (ITA)        | DNF                |
| 134                | Shirin van Anrooij (NED)       | 8.                 |
| 135                | Elisa Longo Borghini (ITA)     | 3.                 |
| 136                | Elynor Bäckstedt (GBR)         | DNF                |

| UAE Team ADQ UAD | UAE Team ADQ UAD               | UAE Team ADQ UAD |
| ---------------- | ------------------------------ | ---------------- |
| Nr.              | Rytter                         | Placering        |
| 141              | Marta Bastianelli (ITA)        | 43.              |
| 142              | Alena Amjaljusik (BLR)         | 79.              |
| 143              | Eugenia Bujak (SLO) (landevej) | 53.              |
| 144              | Eleonora Gasparrini (ITA)      | 41.              |
| 145              | Chiara Consonni (ITA)          | 40.              |
| 146              | Silvia Persico (ITA)           | 4.               |

| Uno-X Pro Cycling Team UXT | Uno-X Pro Cycling Team UXT      | Uno-X Pro Cycling Team UXT |
| -------------------------- | ------------------------------- | -------------------------- |
| Nr.                        | Rytter                          | Placering                  |
| 151                        | Maria Giulia Confalonieri (ITA) | 65.                        |
| 152                        | Elinor Barker (GBR)             | 42.                        |
| 153                        | Marte Berg Edseth (NOR)         | DNF                        |
| 154                        | Anouska Koster (NED)            | 20.                        |
| 155                        | Julie Leth (DEN)                | 82.                        |
| 156                        | Susanne Andersen (NOR)          | 80.                        |

| Ceratizit-WNT Pro Cycling WNT | Ceratizit-WNT Pro Cycling WNT | Ceratizit-WNT Pro Cycling WNT |
| ----------------------------- | ----------------------------- | ----------------------------- |
| Nr.                           | Rytter                        | Placering                     |
| 161                           | Alice Maria Arzuffi (ITA)     | 58.                           |
| 162                           | Nina Berton (LUX)             | 52.                           |
| 163                           | Arianna Fidanza (ITA)         | 66.                           |
| 164                           | Marta Lach (POL)              | 45.                           |
| 165                           | Mylène de Zoete (NED)         | DNF                           |
| 166                           | Lin Lea Teutenberg (GER)      | DNF                           |

| Lifeplus Wahoo DRP | Lifeplus Wahoo DRP         | Lifeplus Wahoo DRP |
| ------------------ | -------------------------- | ------------------ |
| Nr.                | Rytter                     | Placering          |
| 171                | Ella Harris (NZL)          | 51.                |
| 172                | Marija Novolodskaja (RUS)  | 59.                |
| 173                | Typhaine Laurance (FRA)    | DNF                |
| 174                | April Tacey (GBR)          | DNF                |
| 175                | Margaux Vigie (FRA)        | 21.                |
| 176                | Babette van der Wolf (NED) | DNF                |

| AG Insurance-Soudal Quick-Step AGS | AG Insurance-Soudal Quick-Step AGS | AG Insurance-Soudal Quick-Step AGS |
| ---------------------------------- | ---------------------------------- | ---------------------------------- |
| Nr.                                | Rytter                             | Placering                          |
| 181                                | Justine Ghekiere (BEL)             | 32.                                |
| 182                                | Mireia Benito (ESP)                | DNF                                |
| 183                                | Ally Wollaston (NZL) (landevej)    | 77.                                |
| 184                                | Maud Rijnbeek (NED)                | 69.                                |
| 185                                | Romy Kasper (GER)                  | 23.                                |
| 186                                | Ashleigh Moolman-Pasio (RSA)       | 35.                                |

| Cofidis COF | Cofidis COF                   | Cofidis COF |
| ----------- | ----------------------------- | ----------- |
| Nr.         | Rytter                        | Placering   |
| 191         | Martina Alzini (ITA)          | DNF         |
| 192         | Victoire Berteau (FRA)        | 44.         |
| 193         | Alana Castrique (BEL)         | DNF         |
| 194         | Valentine Fortin (FRA)        | DNF         |
| 195         | Gabrielle Pilote Fortin (CAN) | DNF         |
| 196         | Josie Talbot (AUS)            | DNF         |

| Duolar-Chevalmeire DCH | Duolar-Chevalmeire DCH         | Duolar-Chevalmeire DCH |
| ---------------------- | ------------------------------ | ---------------------- |
| Nr.                    | Rytter                         | Placering              |
| 201                    | Danique Braam (NED)            | 87.                    |
| 202                    | Nathalie Bex (BEL)             | DNF                    |
| 203                    | Malin Eriksen (NOR) (landevej) | DNF                    |
| 204                    | Antonia Gröndahl (FIN)         | DNF                    |
| 205                    | Minke Bakker (NED)             | DNF                    |
| 206                    | Kelly Van den Steen (BEL)      | 85.                    |

| Parkhotel Valkenburg PHV | Parkhotel Valkenburg PHV    | Parkhotel Valkenburg PHV |
| ------------------------ | --------------------------- | ------------------------ |
| Nr.                      | Rytter                      | Placering                |
| 211                      | Femke Gerritse (NED)        | 70.                      |
| 212                      | Lieke Nooijen (NED)         | 76.                      |
| 213                      | Laura Molenaar (NED)        | 84.                      |
| 214                      | Kirstie van Haaften (NED)   | 74.                      |
| 215                      | Marith Vanhove (BEL)        | DNF                      |
| 216                      | Margot Vanpachtenbeke (BEL) | 49.                      |

| Proximus-Alphamotorhomes-Doltcini ___ | Proximus-Alphamotorhomes-Doltcini ___ | Proximus-Alphamotorhomes-Doltcini ___ |
| ------------------------------------- | ------------------------------------- | ------------------------------------- |
| Nr.                                   | Rytter                                | Placering                             |
| 221                                   | Trine Holmsgaard                      | DNF                                   |
| 222                                   | Judith Krahl (GER)                    | DNF                                   |
| 223                                   | Kiona Crabbé (BEL)                    | DNF                                   |
| 224                                   | Melissa Hofman (NED)                  | DNF                                   |
| 225                                   | Céline van Houtum (NED)               | DNF                                   |
| 226                                   | Nienke Wasmus (NED)                   | DNF                                   |

| Zaaf Cycling Team ZAF | Zaaf Cycling Team ZAF  | Zaaf Cycling Team ZAF |
| --------------------- | ---------------------- | --------------------- |
| Nr.                   | Rytter                 | Placering             |
| 232                   | Lucía García (ESP)     | DNF                   |
| 233                   | Emanuela Zanetti (ITA) | DNF                   |
| 234                   | Ebtesam Zayed          | DNF                   |
| 235                   | Debora Silvestri (ITA) | DQ                    |
| 236                   | Marta Romance (ESP)    | DNF                   |

| SD Worx SDW | SD Worx SDW                        | SD Worx SDW |
| ----------- | ---------------------------------- | ----------- |
| Nr.         | Rytter                             | Placering   |
| 1           | Lotte Kopecky (BEL)                | 1.          |
| 2           | Lorena Wiebes (NED) (landevej)     | 14.         |
| 3           | Demi Vollering (NED)               | 2.          |
| 4           | Christine Majerus (LUX) (landevej) | 19.         |
| 5           | Marlen Reusser (SUI)               | 7.          |
| 6           | Elena Cecchini (ITA)               | 57.         |

| Movistar Team MOV | Movistar Team MOV                     | Movistar Team MOV |
| ----------------- | ------------------------------------- | ----------------- |
| Nr.               | Rytter                                | Placering         |
| 11                | Annemiek van Vleuten (NED) (landevej) | 27.               |
| 12                | Aude Biannic (FRA)                    | 78.               |
| 13                | Sheyla Gutiérrez (ESP)                | DNF               |
| 14                | Liane Lippert (GER) (landevej)        | 30.               |
| 15                | Floortje Mackaij (NED)                | 28.               |
| 16                | Arlenis Sierra (CUB) (landevej)       | 10.               |

| Canyon-SRAM Racing CSR | Canyon-SRAM Racing CSR         | Canyon-SRAM Racing CSR |
| ---------------------- | ------------------------------ | ---------------------- |
| Nr.                    | Rytter                         | Placering              |
| 21                     | Katarzyna Niewiadoma (POL)     | 5.                     |
| 22                     | Shari Bossuyt (BEL)            | 18.                    |
| 23                     | Elise Chabbey (SUI)            | 11.                    |
| 24                     | Agnieszka Skalniak-Sójka (POL) | DNF                    |
| 25                     | Soraya Paladin (ITA)           | 39.                    |
| 26                     | Maike van der Duin (NED)       | 13.                    |

| EF Education-TIBCO-SVB TIB | EF Education-TIBCO-SVB TIB | EF Education-TIBCO-SVB TIB |
| -------------------------- | -------------------------- | -------------------------- |
| Nr.                        | Rytter                     | Placering                  |
| 31                         | Zoe Bäckstedt (GBR)        | 56.                        |
| 32                         | Letizia Borghesi (ITA)     | 50.                        |
| 33                         | Clara Honsinger (USA)      | DNF                        |
| 34                         | Alison Jackson (CAN)       | 47.                        |
| 35                         | Sara Poidevin (CAN)        | DNF                        |
| 36                         | Lauren Stephens (USA)      | 55.                        |

| Lotto Dstny Ladies LDL | Lotto Dstny Ladies LDL     | Lotto Dstny Ladies LDL |
| ---------------------- | -------------------------- | ---------------------- |
| Nr.                    | Rytter                     | Placering              |
| 41                     | Kristýna Burlová (CZE)     | DNF                    |
| 42                     | Katrijn De Clercq (BEL)    | DNF                    |
| 43                     | Sterre Vervloet (BEL)      | DNF                    |
| 44                     | Quinty van de Guchte (NED) | 71.                    |
| 45                     | Mieke Docx (BEL)           | DNF                    |
| 46                     | Mette Egtoft Jensen        | DNF                    |

| FDJ-Suez FST | FDJ-Suez FST                           | FDJ-Suez FST |
| ------------ | -------------------------------------- | ------------ |
| Nr.          | Rytter                                 | Placering    |
| 51           | Cecilie Uttrup Ludwig (DEN) (landevej) | 29.          |
| 52           | Loes Adegeest (NED)                    | 26.          |
| 53           | Grace Brown (AUS)                      | 24.          |
| 54           | Clara Copponi (FRA)                    | DNF          |
| 55           | Vittoria Guazzini (ITA)                | 83.          |
| 56           | Gladys Verhulst (FRA)                  | DNF          |

| Fenix-Deceuninck ___ | Fenix-Deceuninck ___                     | Fenix-Deceuninck ___ |
| -------------------- | ---------------------------------------- | -------------------- |
| Nr.                  | Rytter                                   | Placering            |
| 61                   | Sanne Cant (BEL)                         | 67.                  |
| 62                   | Millie Couzens (GBR)                     | 61.                  |
| 63                   | Yara Kastelijn (NED)                     | 37.                  |
| 64                   | Evy Kuijpers (NED)                       | 86.                  |
| 65                   | Carina Schrempf (AUT)                    | DNF                  |
| 66                   | Christina Schweinberger (AUT) (landevej) | 22.                  |

| Human Powered Health HPW | Human Powered Health HPW | Human Powered Health HPW |
| ------------------------ | ------------------------ | ------------------------ |
| Nr.                      | Rytter                   | Placering                |
| 71                       | Jesse Vandenbulcke (BEL) | 60.                      |
| 72                       | Henrietta Christie (NZL) | 34.                      |
| 73                       | Marit Raaijmakers (NED)  | 75.                      |
| 74                       | Barbara Malcotti (ITA)   | 63.                      |
| 76                       | Lily Williams (USA)      | 48.                      |

| Israel-Premier Tech Roland CGS | Israel-Premier Tech Roland CGS   | Israel-Premier Tech Roland CGS |
| ------------------------------ | -------------------------------- | ------------------------------ |
| Nr.                            | Rytter                           | Placering                      |
| 82                             | Hannah Buch (GER)                | DNF                            |
| 83                             | Mia Griffin (IRL)                | DNF                            |
| 84                             | Silvia Magri (ITA)               | DNF                            |
| 85                             | Nguyễn Thị Thật (VIE) (landevej) | DNF                            |
| 86                             | Elena Pirrone (ITA)              | DNF                            |

| Liv Racing TeqFind LIV | Liv Racing TeqFind LIV            | Liv Racing TeqFind LIV |
| ---------------------- | --------------------------------- | ---------------------- |
| Nr.                    | Rytter                            | Placering              |
| 91                     | Katia Ragusa (ITA)                | 62.                    |
| 92                     | Valerie Demey (BEL)               | DNS                    |
| 93                     | Marta Jaskulska (POL)             | 36.                    |
| 94                     | Quinty Ton (NED)                  | 31.                    |
| 95                     | Tereza Neumanová (CZE) (landevej) | DNF                    |
| 96                     | Silke Smulders (NED)              | 68.                    |

| Team DSM DSM | Team DSM DSM           | Team DSM DSM |
| ------------ | ---------------------- | ------------ |
| Nr.          | Rytter                 | Placering    |
| 101          | Georgi Pfeiffer (GBR)  | 16.          |
| 102          | Daniek Hengeveld (NED) | DNF          |
| 103          | Megan Jastrab (USA)    | 46.          |
| 104          | Franziska Koch (GER)   | 72.          |
| 105          | Juliette Labous (FRA)  | 6.           |
| 106          | Elise Uijen (NED)      | 73.          |

| Team Jumbo-Visma TJV | Team Jumbo-Visma TJV   | Team Jumbo-Visma TJV |
| -------------------- | ---------------------- | -------------------- |
| Nr.                  | Rytter                 | Placering            |
| 111                  | Marianne Vos (NED)     | 15.                  |
| 112                  | Teuntje Beekhuis (NED) | 54.                  |
| 113                  | Anna Henderson (GBR)   | 9.                   |
| 114                  | Coryn Labecki (USA)    | 64.                  |
| 115                  | Karlijn Swinkels (NED) | 25.                  |
| 116                  | Eva van Agt (NED)      | 33.                  |

| Team Jayco AlUla BEX | Team Jayco AlUla BEX      | Team Jayco AlUla BEX |
| -------------------- | ------------------------- | -------------------- |
| Nr.                  | Rytter                    | Placering            |
| 121                  | Jessica Allen (AUS)       | DNF                  |
| 122                  | Georgie Howe (AUS)        | DNF                  |
| 123                  | Nina Kessler (NED)        | DNF                  |
| 124                  | Alexandra Manly (AUS)     | DNF                  |
| 125                  | Letizia Paternoster (ITA) | 81.                  |
| 126                  | Ruby Roseman-Gannon (AUS) | 17.                  |

| Trek-Segafredo TFS | Trek-Segafredo TFS             | Trek-Segafredo TFS |
| ------------------ | ------------------------------ | ------------------ |
| Nr.                | Rytter                         | Placering          |
| 131                | Elisa Balsamo (ITA) (landevej) | 38.                |
| 132                | Lucinda Brand (NED)            | 12.                |
| 133                | Ilaria Sanguineti (ITA)        | DNF                |
| 134                | Shirin van Anrooij (NED)       | 8.                 |
| 135                | Elisa Longo Borghini (ITA)     | 3.                 |
| 136                | Elynor Bäckstedt (GBR)         | DNF                |

| UAE Team ADQ UAD | UAE Team ADQ UAD               | UAE Team ADQ UAD |
| ---------------- | ------------------------------ | ---------------- |
| Nr.              | Rytter                         | Placering        |
| 141              | Marta Bastianelli (ITA)        | 43.              |
| 142              | Alena Amjaljusik (BLR)         | 79.              |
| 143              | Eugenia Bujak (SLO) (landevej) | 53.              |
| 144              | Eleonora Gasparrini (ITA)      | 41.              |
| 145              | Chiara Consonni (ITA)          | 40.              |
| 146              | Silvia Persico (ITA)           | 4.               |

| Uno-X Pro Cycling Team UXT | Uno-X Pro Cycling Team UXT      | Uno-X Pro Cycling Team UXT |
| -------------------------- | ------------------------------- | -------------------------- |
| Nr.                        | Rytter                          | Placering                  |
| 151                        | Maria Giulia Confalonieri (ITA) | 65.                        |
| 152                        | Elinor Barker (GBR)             | 42.                        |
| 153                        | Marte Berg Edseth (NOR)         | DNF                        |
| 154                        | Anouska Koster (NED)            | 20.                        |
| 155                        | Julie Leth (DEN)                | 82.                        |
| 156                        | Susanne Andersen (NOR)          | 80.                        |

| Ceratizit-WNT Pro Cycling WNT | Ceratizit-WNT Pro Cycling WNT | Ceratizit-WNT Pro Cycling WNT |
| ----------------------------- | ----------------------------- | ----------------------------- |
| Nr.                           | Rytter                        | Placering                     |
| 161                           | Alice Maria Arzuffi (ITA)     | 58.                           |
| 162                           | Nina Berton (LUX)             | 52.                           |
| 163                           | Arianna Fidanza (ITA)         | 66.                           |
| 164                           | Marta Lach (POL)              | 45.                           |
| 165                           | Mylène de Zoete (NED)         | DNF                           |
| 166                           | Lin Lea Teutenberg (GER)      | DNF                           |

| Lifeplus Wahoo DRP | Lifeplus Wahoo DRP         | Lifeplus Wahoo DRP |
| ------------------ | -------------------------- | ------------------ |
| Nr.                | Rytter                     | Placering          |
| 171                | Ella Harris (NZL)          | 51.                |
| 172                | Marija Novolodskaja (RUS)  | 59.                |
| 173                | Typhaine Laurance (FRA)    | DNF                |
| 174                | April Tacey (GBR)          | DNF                |
| 175                | Margaux Vigie (FRA)        | 21.                |
| 176                | Babette van der Wolf (NED) | DNF                |

| AG Insurance-Soudal Quick-Step AGS | AG Insurance-Soudal Quick-Step AGS | AG Insurance-Soudal Quick-Step AGS |
| ---------------------------------- | ---------------------------------- | ---------------------------------- |
| Nr.                                | Rytter                             | Placering                          |
| 181                                | Justine Ghekiere (BEL)             | 32.                                |
| 182                                | Mireia Benito (ESP)                | DNF                                |
| 183                                | Ally Wollaston (NZL) (landevej)    | 77.                                |
| 184                                | Maud Rijnbeek (NED)                | 69.                                |
| 185                                | Romy Kasper (GER)                  | 23.                                |
| 186                                | Ashleigh Moolman-Pasio (RSA)       | 35.                                |

| Cofidis COF | Cofidis COF                   | Cofidis COF |
| ----------- | ----------------------------- | ----------- |
| Nr.         | Rytter                        | Placering   |
| 191         | Martina Alzini (ITA)          | DNF         |
| 192         | Victoire Berteau (FRA)        | 44.         |
| 193         | Alana Castrique (BEL)         | DNF         |
| 194         | Valentine Fortin (FRA)        | DNF         |
| 195         | Gabrielle Pilote Fortin (CAN) | DNF         |
| 196         | Josie Talbot (AUS)            | DNF         |

| Duolar-Chevalmeire DCH | Duolar-Chevalmeire DCH         | Duolar-Chevalmeire DCH |
| ---------------------- | ------------------------------ | ---------------------- |
| Nr.                    | Rytter                         | Placering              |
| 201                    | Danique Braam (NED)            | 87.                    |
| 202                    | Nathalie Bex (BEL)             | DNF                    |
| 203                    | Malin Eriksen (NOR) (landevej) | DNF                    |
| 204                    | Antonia Gröndahl (FIN)         | DNF                    |
| 205                    | Minke Bakker (NED)             | DNF                    |
| 206                    | Kelly Van den Steen (BEL)      | 85.                    |

| Parkhotel Valkenburg PHV | Parkhotel Valkenburg PHV    | Parkhotel Valkenburg PHV |
| ------------------------ | --------------------------- | ------------------------ |
| Nr.                      | Rytter                      | Placering                |
| 211                      | Femke Gerritse (NED)        | 70.                      |
| 212                      | Lieke Nooijen (NED)         | 76.                      |
| 213                      | Laura Molenaar (NED)        | 84.                      |
| 214                      | Kirstie van Haaften (NED)   | 74.                      |
| 215                      | Marith Vanhove (BEL)        | DNF                      |
| 216                      | Margot Vanpachtenbeke (BEL) | 49.                      |

| Proximus-Alphamotorhomes-Doltcini ___ | Proximus-Alphamotorhomes-Doltcini ___ | Proximus-Alphamotorhomes-Doltcini ___ |
| ------------------------------------- | ------------------------------------- | ------------------------------------- |
| Nr.                                   | Rytter                                | Placering                             |
| 221                                   | Trine Holmsgaard                      | DNF                                   |
| 222                                   | Judith Krahl (GER)                    | DNF                                   |
| 223                                   | Kiona Crabbé (BEL)                    | DNF                                   |
| 224                                   | Melissa Hofman (NED)                  | DNF                                   |
| 225                                   | Céline van Houtum (NED)               | DNF                                   |
| 226                                   | Nienke Wasmus (NED)                   | DNF                                   |

| Zaaf Cycling Team ZAF | Zaaf Cycling Team ZAF  | Zaaf Cycling Team ZAF |
| --------------------- | ---------------------- | --------------------- |
| Nr.                   | Rytter                 | Placering             |
| 232                   | Lucía García (ESP)     | DNF                   |
| 233                   | Emanuela Zanetti (ITA) | DNF                   |
| 234                   | Ebtesam Zayed          | DNF                   |
| 235                   | Debora Silvestri (ITA) | DQ                    |
| 236                   | Marta Romance (ESP)    | DNF                   |